# Lovětínská rokle
Lovětínská rokle je skalnaté údolí v Železných horách a v okrese Chrudim.

## Geografie a geomorfologie
Lovětínská rokle (454 - 354 m n. m.) je asi 1,5 km dlouhé údolí orientované severovýchod-jihozápad zahloubené do jihozápadního úbočí Železných hor mezi městem Třemošnice a obcí Míčov-Sušice přesněji mezi vesnicemi Podhradí a Rudov. Sevřené je prudkými svahy hradního kopce Lichnice z jihu a Krkanky (či též Krkaňka) ze severu. Geomorfologicky spadá do celku Železných hor, podcelku Sečská vrchovina, okrsku Spálavský hřbet a podokrsku Lichnický hřbet.

## Přírodní poměry
Lovětínská rokle je sevřena prudkými částečně skalnatými svahy, povrchové skalní útvary vznikly díky erozi, mrazovému zvětrávání či svahovým pohybům. Známým skalním útvarem je tzv. Dívčí kámen, velmi zajímavým geologickým útvarem je i tzv. kamenná řeka "stékající" po svahu Krkaňky. Rokle prolamuje hlavní hřeben Železných hor. Osu jí tvoří Lovětínský potok stékající z náhorní plošiny vrchoviny do Čáslavské kotliny, který je domovem mmj. mloka skvrnitého. Jeho niva je zaplněna velkými balvany tzv. železnohorského krystalinika.
Rokle se nachází na území CHKO Železné hory, národní přírodní rezervace Kaňkovy hory a evropsky významné lokality Lichnice - Kaňkovy hory. Souvislý bukový porost byl na počátku 21. století narušen silnými větry a v roce 2007 bylo rozhodnuto ponechat jej samovolnému vývoji. Díky němu vznikla v poškozených lokalitách nová generace přirozeného lesa. Během výzkumu v letech 1998 a 1999 byl v severozápadním svahu rokle zjištěn výskyt 689 druhů motýlů.

## Komunikace a stavby
Podél potoka je roklí vedena žlutě značená trasa 7346, která má svůj počátek na rozcestí ve spodním ústí rokle a po průchodu jejím dnem pokračuje do Prachovic. Souběžně s ní je pěšinou vedena i Naučná stezka Historie vápenictví. Komunikace vhodná pro provoz automobilů se v rokli nenachází pomineme-li silnici Podhradí - Jetonice křížící rokli v jejím horním zakončení. Stavby se v ní rovněž žádné nenacházejí, hran svahů se dotýká zástavba obou výše zmíněných vesnic a chatové osady Lovětín.